# Pontificio Seminario Romano Minore

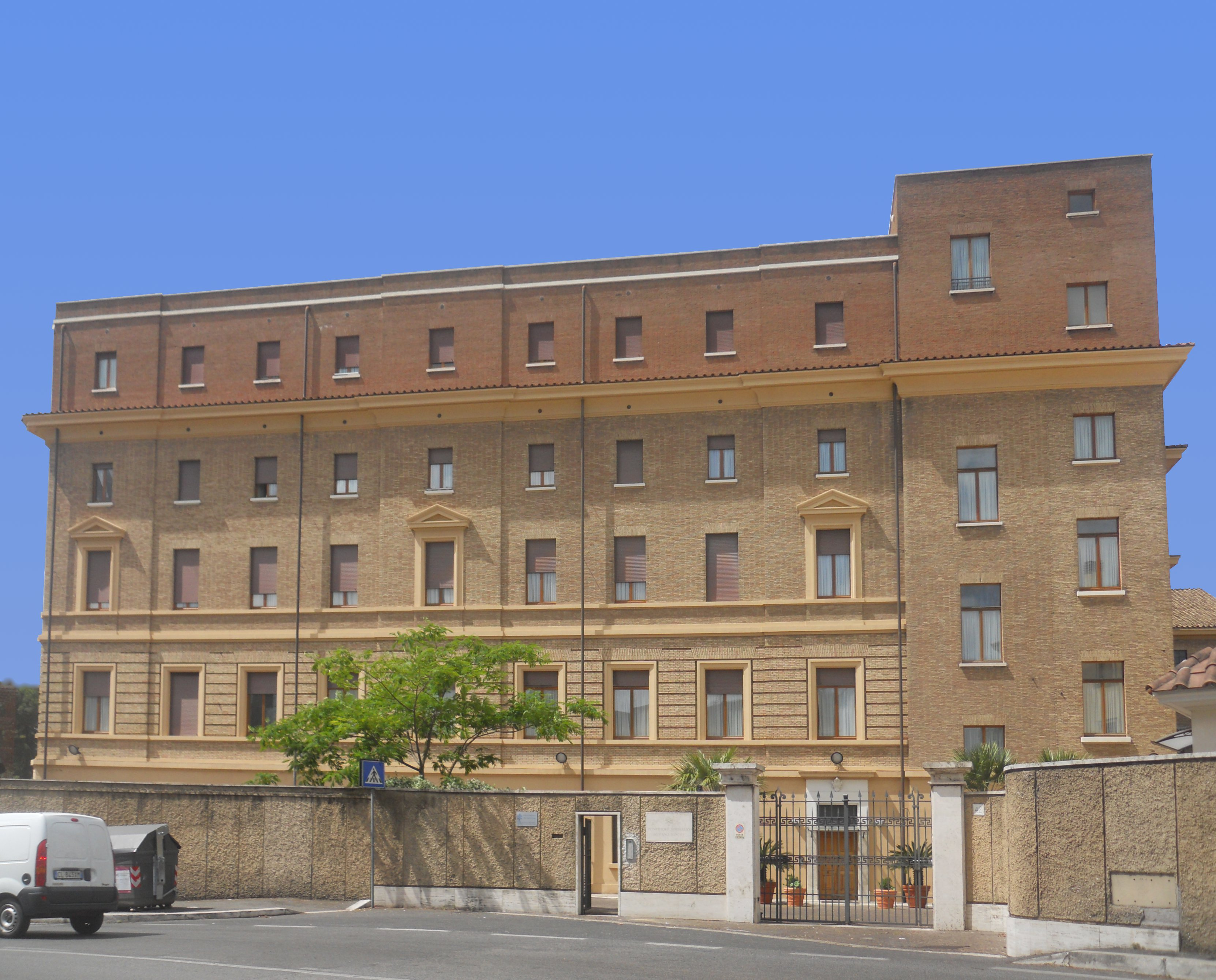
Außenansicht

Das Pontificio Seminario Romano Minore (deutsch Päpstliches Römisches Kleines Seminar) ist ein 1565 gegründetes Bischöfliches Knabenseminar des Bistums Rom.  
Das Kleine Seminar ist eine Einrichtung der Katholischen Kirche für Knaben, die den Wunsch haben, Priester zu werden. Es hat seinen Sitz an der Viale Vaticano 42. Das Gebäude ist Teil der exterritorialen Besitzungen des Heiligen Stuhls. 
Derzeitiger Rektor ist Andrea Cola (seit 2018).